# Eleição municipal de Suzano em 2016
A eleição municipal de Suzano em 2016 foi realizada em dois turnos para eleger um prefeito, um vice-prefeito e 19 vereadores no município de Suzano, no Estado de São Paulo, no Brasil.. O primeiro turno, ocorreu em 2 de outubro de 2016 e foi disputado por 7 candidatos à prefeitura e 455 candidatos às vagas para o cargo de vereador na Câmara Municipal de Suzano. Dos 19 vereadores eleitos ainda no 1º turno, o mais bem votado foi Denis Filho Pedrinho Mercado, do DEM, que obteve 3.683 votos (2,49% dos votos válidos).
O segundo turno, aconteceu em 30 de outubro do mesmo ano, com apenas dois candidatos disputando a prefeitura do município. O prefeito eleito foi Rodrigo Ashiuchi, do PR, com 59,61% dos votos válidos em disputa com o candidato Israel Lacerda, do PTB, que obteve 40,39%. O vice-prefeito eleito, na chapa de Ashiuchi, foi Walmir Pinto do PDT.
O pleito em Suzano foi parte das eleições municipais nas unidades federativas do Brasil. Suzano foi um dos 31 municípios vencidos pelo PR no estado de São Paulo; no Brasil, foram 294 cidades eleitas pelo mesmo partido. **(Os números referem-se apenas às vagas para prefeitura)**

## Antecedentes
Em 2012, a cidade possuía 195.439 eleitores (8,32% a menos que em 2016) por essa razão não estava apta a ter segundo turno. Segundo os artigos 28; 29, inciso II e 77 da Constituição brasileira de 1988, só pode ocorrer segundo turno em eleições de municípios com mais de 200 mil eleitores.

## Eleitorado
Na eleição de 2016, estiveram aptos a votar 211.851 suzanenses, o que correspondia a aproximadamente 73,55% da população da cidade. O ano de 2016 foi um marco na política de Suzano, pois, pela primeira vez na história do município, houve segundo turno em eleições municipais.

## Candidatos
No primeiro turno das eleições, 7 candidatos disputaram à prefeitura da cidade, são eles:Rodrigo Aschiuchi, Israel Lacerda, Said Raful, Professor Luizinho, Carminha, Professor Rodrigo e Dias. Nenhum deles já haviam ocupado o cargo da prefeitura do município até o mandato de 2017-2021.
Para o segundo turno, prosseguiram os dois mais votados: Rodrigo Aschiuchi e Israel Lacerda.
|  | Candidato(a)              | Vice                   | Partido | Número Eleitoral | Coligação |
|  | ------------------------- | ---------------------- | ------- | ---------------- | --- |
|  | Rodrigo Ashiuchi          | Walmir Pinto           | PR      | 22               | "Experiência e responsabilidade pra mudar do jeito certo" (PDT / PHS / PTN / PEN / PC do B / PR / PRP / PT do B / SD / PSL) |
|  | Lacerda (Israel Lacerda)  | Dr. Jorginho Abissamra | PTB     | 14               | "Juntos para mudar" (PTB / PPL / PSB / PMN / PMB / PROS / PSDC / PV / PPS)                                                  |
|  | Said Raful                | Paulo Silva            | PSD     | 55               | "O caminho certo para Suzano" (DEM / PSC / PRTB / PSD)                                                                      |
|  | Professor Luizinho        | Dr. Ricardo Osako      | PT      | 13               | Sem coligação |
|  | Carminha                  | Miro de Jesus          | PSDB    | 45               | "Compromisso e Transparência com Suzano" (PSDB / PMDB / PRB)                                                                |
|  | Professor Rodrigo         | Raniere Alcantara      | PSOL    | 50               | Sem coligação |
|  | Dias (Jose de Sousa Dias) | Oscar de Oliveira      | PTC     | 36               | Sem coligação |

## Campanha
A campanha do prefeito Rodrigo Aschiuchi enfrentou fortes críticas por conta de argumentos usados pela oposição para acusar o candidato de manter ideias do plano de governo do Partido dos Trabalhadores, consideradas polêmicas, como: a construção de banheiros mistos, a implementação de "cartilhas gays"e da disciplina de "ensino homossexual" nas escolas. Essas medidas, que geraram grande repercussão na internet, foram desmentidas pelo candidato que afirmou ter em seu plano de governo referências da discussão de gênero mas não da maneira como as que estavam circulando pelas redes sociais, que eram mentiras para atacar e enganar o povo. Dentre as propostas de campanha de Aschiuchi, estavam: a resolução dos problemas emergenciais e fundamentais da saúde, dos empregos e da zeladoria do município. Em entrevista ao G1, o candidato declarou o objetivo principal de sua candidatura: " Combater tudo que acontece na cidade de ruim e colocar Suzano no lugar que ela merece, uma cidade com olhar para o futuro", disse ele.

### Pesquisas
Em pesquisa do Diário do Alto Tietê, divulgada em 1 de outubro de 2016, Israel Lacerda, do Partido Trabalhista Brasileiro apareceu com 38,91% das intenções de voto no primeiro turno. Rodrigo Aschiuchi e Said Raful, apareceram respectivamente com 22,19% e 20,58% disputando a segunda vaga para o segundo turno das eleições municipais de Suzano. Dentro da margem de erro, era considerado um empate. entre os dois candidatos.
1º Turno
| Data de realização             | Data de divulgação    | Instituto        | Número de registro no TRE | Contratante          | Entrevistados | Margem de erro | Candidato              | Candidato            | Candidato        | Não sabe/ Não respondeu | Brancos e nulos |
| Data de realização             | Data de divulgação    | Instituto        | Número de registro no TRE | Contratante          | Entrevistados | Margem de erro | Rodrigo Aschiuchi (PR) | Israel Lacerda (PTB) | Said Raful (PSD) | Não sabe/ Não respondeu | Brancos e nulos |
| ------------------------------ | --------------------- | ---------------- | ------------------------- | -------------------- | ------------- | -------------- | ---------------------- | -------------------- | ---------------- | ----------------------- | --------------- |
| De 24 a 26 de setembro de 2016 | 01 de outubro de 2016 | Opinião Pesquisa | SP-00353/2016             | Diário do Alto Tietê | 400           | ± 4,9%         | 22,19%                 | 38,91%               | 20,58%           | 4,75%                   | 17,5%           |

## Debates televisionados
Em 2016, foi a primeira vez que Suzano teve debates realizados em uma emissora de televisão de sinal aberto. O primeiro debate foi realizado antes do primeiro turno das eleições e ocorreu no dia 25 de setembro na TV Diário (Mogi das Cruzes). Esse debate contou com a presença de cinco dos sete candidatos à prefeitura da cidade. O segundo debate, foi realizado no dia 28 de outubro, dia antes dos segundo turno das eleições e contou com a presença dos dois candidatos à disputa eleitoral.

## Resultados

### Prefeito
No dia 30 de outubro, Rodrigo Ashiuchi foi eleito, no segundo turno com 59,61% dos votos válidos.
| Candidato(a)           | Vice                   | 2º Turno 30 de outubro de 2016 | 2º Turno 30 de outubro de 2016 |
| Candidato(a)           | Vice                   | Votação                        | Votação                        |
|                        |                        | Total                          | Porcentagem                    |
| ---------------------- | ---------------------- | ------------------------------ | ------------------------------ |
| Rodrigo Ashiuchi (PR)  | Walmir Pinto           | 82.912                         | 59,61%                         |
| Israel Lacerda (PTB)   | Dr. Jorginho Abissamra | 56.186                         | 40,39%                         |
| Total de votos válidos | Total de votos válidos | 139.098                        | 85,54%                         |
| Votos em branco        | Votos em branco        | 8.159                          | 5,02%                          |
| Votos nulos            | Votos nulos            | 15.348                         | 9,44%                          |
| Total                  | Total                  | 162.605                        | 100%                           |
| Abstenções             | Abstenções             | 49.246                         | 23,25%                         |
| Votos apurados         | Votos apurados         | 162.605                        | 100%                           |
| Total de eleitores     | Total de eleitores     | 211.851                        |                                |

Podemos acompanhar o crescimento dos números de cada um dos candidatos de um turno para outro, a partir dos números obtidos no primeiro turno.
| Candidato(a)             | Vice                   | 1º Turno 2 de outubro de 2016 | 1º Turno 2 de outubro de 2016 |
| Candidato(a)             | Vice                   | Votação                       | Votação                       |
|                          |                        | Total                         | Porcentagem                   |
| ------------------------ | ---------------------- | ----------------------------- | ----------------------------- |
| Rodrigo Ashiuchi (PR)    | Walmir Pinto           | 43.983                        | 31,49%                        |
| Israel Lacerda (PTB)     | Dr. Jorginho Abissamra | 38.936                        | 27,87%                        |
| Said Raful (PSD)         | Paulo Silva            | 34.801                        | 24,91%                        |
| Professor Luizinho (PT)  | Dr. Ricardo Osako      | 10.484                        | 7,51%                         |
| Carminha (PSDB)          | Miro de Jesus          | 9.986                         | 7,15%                         |
| Professor Rodrigo (PSOL) | Raniere Alcantara      | 1.267                         | 0,91%                         |
| Dias (PTC)               | Oscar de Oliveira      | 227                           | 0,16%                         |
| Total de votos válidos   | Total de votos válidos | 139.684                       | 81,13%                        |
| Votos em branco          | Votos em branco        | 12.779                        | 7,42%                         |
| Votos nulos              | Votos nulos            | 19.717                        | 11,45%                        |
| Total                    | Total                  | 172.180                       | 100%                          |
| Abstenções               | Abstenções             | 39.671                        | 18,73%                        |
| Votos apurados           | Votos apurados         | 172.180                       | 100%                          |
| Total de eleitores       | Total de eleitores     | 211.851                       |                               |

#### Vereador
No caso das cadeiras para vereador na Câmera Municipal, todas as dezenove (19) vagas foram preenchidas com candidatos eleitos ainda no primeiro turno. Dentre eles, seis (6) pertenciam - em 2016 - à base de Rodrigo Ashiuchi do PR, são eles: Gerice Lione do PR, Max do Futebol (Max Eleno Benedito) do PRP, Netinho do Sindicato (José Alves Pinheiro Neto) do PDT, Joaquim Rosa do PR, Professor Toninho Morgado (Antonio Rafael Morgado) do PDT e Leandrinho (Leandro Alves de Faria) do PR. Os demais vereadores eleitos, pertenciam a base oponente, ou seja, a base de Israel Lacerda. O candidato mais votado foi Denis Filho Pedrinho Mercado, do DEM, com 3.683 votos, que também foi o partido com o maior número de vereadores eleitos junto do PTB e do PSD. Apenas duas candidatas mulheres foram eleitas, o restante foram homens.
| Resultado da eleição para a Câmara Municipal de Suzano em 2016 por candidato | Resultado da eleição para a Câmara Municipal de Suzano em 2016 por candidato | Resultado da eleição para a Câmara Municipal de Suzano em 2016 por candidato | Resultado da eleição para a Câmara Municipal de Suzano em 2016 por candidato | Resultado da eleição para a Câmara Municipal de Suzano em 2016 por candidato |
| Candidato                                                                    | Número                                                                       | Partido                                                                      | Votos                                                                        | Porcentagem                                                                  |
| ---------------------------------------------------------------------------- | ---------------------------------------------------------------------------- | ---------------------------------------------------------------------------- | ---------------------------------------------------------------------------- | ---------------------------------------------------------------------------- |
| Denis Filho Pedrinho Mercado                                                 | 25613                                                                        | DEM                                                                          | 3.683                                                                        | 2,49%                                                                        |
| Maizena Dunga Vans                                                           | 14100                                                                        | PTB                                                                          | 2.566                                                                        | 1,73%                                                                        |
| Lisandro da Ong Pas                                                          | 55020                                                                        | PSD                                                                          | 2.091                                                                        | 1,41%                                                                        |
| Zaqueu Rangel                                                                | 45626                                                                        | PSDB                                                                         | 2.078                                                                        | 1,40%                                                                        |
| Pastor Alceu Cardoso                                                         | 10123                                                                        | PRB                                                                          | 1.821                                                                        | 1,23%                                                                        |
| Carlão da Limpeza                                                            | 45518                                                                        | PSDB                                                                         | 1.814                                                                        | 1,23%                                                                        |
| Gerice Lione                                                                 | 22345                                                                        | PR                                                                           | 1.813                                                                        | 1,23%                                                                        |
| Professor Edirlei                                                            | 55755                                                                        | PSDB                                                                         | 1.793                                                                        | 1,21%                                                                        |
| Pacola                                                                       | 25789                                                                        | DEM                                                                          | 1.603                                                                        | 1,08%                                                                        |
| Doutor Valmir                                                                | 45123                                                                        | PSDB                                                                         | 1.539                                                                        | 1,04%                                                                        |
| Max do Futebol                                                               | 44111                                                                        | PRP                                                                          | 1.493                                                                        | 1,01%                                                                        |
| Netinho do Sindicato                                                         | 12009                                                                        | PDT                                                                          | 1.489                                                                        | 1,01%                                                                        |
| Joaquim Rosa                                                                 | 22022                                                                        | PR                                                                           | 1.487                                                                        | 1,00%                                                                        |
| Quitéria                                                                     | 13699                                                                        | PT                                                                           | 1.438                                                                        | 0,97%                                                                        |
| Zé Pirueiro                                                                  | 14016                                                                        | PTB                                                                          | 1.423                                                                        | 0,96%                                                                        |
| Zé Oliveira                                                                  | 25999                                                                        | DEM                                                                          | 1.417                                                                        | 0,96%                                                                        |
| Neusa do Fadul                                                               | 55444                                                                        | PSD                                                                          | 1.408                                                                        | 0,95%                                                                        |
| O Maria do Lava Rápido                                                       | 45777                                                                        | PSDB                                                                         | 1.356                                                                        | 0,92%                                                                        |
| Artur Takayama                                                               | 55678                                                                        | PSD                                                                          | 1.350                                                                        | 0,91%                                                                        |
| Alonso                                                                       | 13651                                                                        | PT                                                                           | 1.300                                                                        | 0,88%                                                                        |
| Zé Lagoa                                                                     | 15671                                                                        | PMDB                                                                         | 1.251                                                                        | 0,85%                                                                        |
| Derli                                                                        | 13123                                                                        | PT                                                                           | 1.247                                                                        | 0,84%                                                                        |
| Professor Toninho Morgado                                                    | 12612                                                                        | PDT                                                                          | 1.230                                                                        | 0,83%                                                                        |
| Rogério da Van                                                               | 44500                                                                        | PRP                                                                          | 1.190                                                                        | 0,80%                                                                        |
| Jaime Siunte                                                                 | 14123                                                                        | PTB                                                                          | 1.179                                                                        | 0,80%                                                                        |
| Bruno Genovezzi                                                              | 25100                                                                        | DEM                                                                          | 1.103                                                                        | 0,75%                                                                        |
| Alemão do Taxi                                                               | 25013                                                                        | DEM                                                                          | 1.000                                                                        | 0,68%                                                                        |
| Russo                                                                        | 25688                                                                        | DEM                                                                          | 995                                                                          | 0,67%                                                                        |
| Isaac                                                                        | 20123                                                                        | PSC                                                                          | 991                                                                          | 0,67%                                                                        |
| Pedro Benites                                                                | 77123                                                                        | SD                                                                           | 981                                                                          | 0,66%                                                                        |
| Pastor Luiz Carlos                                                           | 20133                                                                        | PSC                                                                          | 979                                                                          | 0,66%                                                                        |
| Doutor Marcelo Godofredo                                                     | 25225                                                                        | DEM                                                                          | 968                                                                          | 0,65%                                                                        |
| Dario Rocha                                                                  | 19456                                                                        | PTN                                                                          | 953                                                                          | 0,64%                                                                        |
| Claudio Anzai                                                                | 45500                                                                        | PSDB                                                                         | 943                                                                          | 0,64%                                                                        |
| Leandrinho                                                                   | 22555                                                                        | PR                                                                           | 929                                                                          | 0,63%                                                                        |

| Votos nominais     | 138.611 | 93,66% |
| Votos em legenda   | 9.387   | 6,34%  |
| Votos válidos      | 147.988 | 85,96% |
| Votos nulos        | 13.440  | 7,81%  |
| Votos em branco    | 10.742  | 6,24%  |
| Total              | 172.180 | 100%   |
| Abstenções         | 39.671  | 18,73% |
| Votos Apurados     | 172.180 | 100%   |
| Total de Eleitores | 211.851 |        |
| ------------------ | ------- | ------ |

## Análises
A vitória de Rodrigo Ashiuchi na eleição municipal de Suzano foi considerada histórica, tanto por ter sido o candidato mais bem votado da história da cidade quanto por ser a primeira vez que o município teve segundo turno. O candidato obteve no segundo turno 82.912 votos, 10.678 a mais que o antigo ex-prefeito da cidade: Marcelo Cândido. Em entrevista ao site Diário de Suzano, Aschiuchi declarou: "A vitória expressiva é fruto do povo suzanense que assimilou nosso trabalho e conhece a mudança que a família suzanense espera. Fomos muito atacados durante a campanha e agredidos com mentiras, mas sabíamos que no final da história o bem venceria o mal e a verdade prevaleceria. Graças a Deus, entramos para história com a maior votação que um prefeito já recebeu". Rodrigo Ashiuchi e o vice-prefeito Walmir Pinto foram empossados em 1 de janeiro de 2017 para o primeiro mandato.